# 师丹
師丹（？—3年），字仲公，西漢琅邪郡東武縣（今屬山東省諸城市）人。師丹拜匡衡為師，精通《詩經》，漢成帝年間舉茂才為博士，此後歷任朝中多職，甚見尊重。漢哀帝即位，授師丹左將軍、領尚書事，接替王莽任大司馬，封高樂侯，再遷大司空，期間師丹主張限制勳貴、官僚、地方豪強占有奴婢、土地的數目，來緩和激化的社會矛盾，但遭遇大量阻礙而不了了之。其後師丹因為和傅喜反對替漢哀帝祖母傅太后上尊號，得罪於傅太后，遭免官削爵，回歸鄉里。汉平帝登基後，下令徵召師丹至公車，賜爵關內侯，不久又加封他為義陽侯，食邑二千一百戶，元始三年師丹去世，諡號「節」。

## 生平

### 帝師諫言
師丹研習《诗经》，奉匡衡為師，因舉孝廉而當上郎官，汉元帝末年，官至博士，後被免官。到了汉成帝建始年間，由於州裡舉薦茂才，又補任博士，出任東平王太傅。丞相翟方進、御史大夫孔光推薦師丹議論深刻廣博，廉潔正直堅守道義，徵召他入京為光祿大夫、丞相司直，僅過幾個月，便以光祿大夫任給事中，此後歷任少府、侍中，頗受敬重。漢成帝末年，冊立定陶王劉欣為太子，任命師丹為太子太傅，汉哀帝即位，師丹任左將軍，賜爵關內侯，賞給食邑，領尚書事，而後師丹接替王莽為大司马，被封為高樂侯，一個多月後，調任大司空。
漢哀帝年輕待在封國定陶的時候，眼見漢成帝將大權委託給外戚王氏家族，王氏越權囂張，內心經常憂慮不安，登基後，便多次嘗試糾正這種局面，封爵授官給丁氏、傅氏來削奪王氏的權力，師丹認為自己身為帝师，又位居三公，深受漢哀帝的信任，於是上奏說：
|  | 古代帝王居喪期間不處理政事，百官聽命於丞相，三年不改變先父的政策。前些時候先帝的屍柩還在靈堂，而陛下就給我們與親屬賜官封爵，使我們赫然尊貴榮耀起來。封舅父丁明為陽安侯，傅皇后的尊號都尚未確定，便預先封她的父親傅晏為孔鄉侯，又逐出侍中王邑、射聲校尉王邯等人。詔書頻繁下發，變動人事政策，倉促突然不能循序漸進，臣既不能明白地陳說大道理，又無法堅決辭讓陛下所賜的爵位，隨同他人平白接受封侯，增添陛下的過錯。近來各郡國多次發生地震，洪水氾濫淹死百姓，太陽跟月亮不明亮，五星不按軌道運行，這都是陛下舉止不合準則，號令不穩定，法令制度違背事理，阴阳混亂汙濁的驗證啊！ 臣想人之常情不能沒有子嗣，年齡即使已經六七十歲了，仍多娶姬妾廣求子嗣。漢成帝深刻了解天命，洞察到陛下崇高的德行，在壯年時就能克制自己，立陛下為繼承人。先帝突然拋棄了天下而陛下繼承皇位，四海安寧，百姓沒有憂慮，這是先帝聖德符合上天與百姓心意的功勞啊！臣聽說上天的威嚴不遠，離顏面不過咫尺之間，希望陛下深刻思考先帝選立陛下的用意，暫且克制自己，親自遵行禮法，來觀察天下人的歸化。天下，是陛下的家，您的親戚何必擔心不能富貴，不應該如此急迫。 先帝不嫌棄臣愚鈍，任命臣當太傅，陛下因為臣是先帝委任的老師，所以沒有功德而充任鼎足重臣，賜封大國，加賜黃金，位列三公，職責在於輔佐皇上，不能竭盡忠誠彌補您的過失，而使百姓私下議論，災異多次發生，這是臣的大罪過啊！臣不敢提出讓骸骨歸葬家鄉海濱的請求，恐怕被懷疑是虛偽，實在羞愧辜負了重大的職責，按道義不能不已死盡忠。 |

師丹奏疏幾十次上呈，大多是懇切直率的言語。

### 禮法之爭
當初漢哀帝繼位，漢成帝的生母王政君尊稱為太皇太后，漢成帝的趙皇后尊稱為皇太后，而漢哀帝的祖母傅太后和母親丁都住在定陶國設於京城的官邸，自然根據定陶共王來稱呼他們。高昌侯董宏上書建議說：「秦莊襄王的母親本來是夏氏，而他被華陽夫人當作親兒子撫養，等到秦莊襄王即位後，夏氏與華陽夫人都稱太后，應立定陶共王王后為皇太后。」事情下交給有關官員議處，當時師丹以左將軍的身分和大司馬王莽共同彈劾董宏「明知皇太后是最尊貴的稱號，天下已經統一，卻稱引已滅亡的秦朝做比喻，欺騙貽誤盛名的朝廷，不是人臣應當說的話，非常不合道義。」當時漢哀帝剛即位，謙遜退讓，採納了王莽、師丹的意見，將董宏免為平民。
傅太后得知後大怒，強迫漢哀帝一定要上尊號，漢哀帝於是追尊父親定陶共王劉康為共皇帝，尊稱傅太后為共皇太后，丁后為共皇后，郎中令泠襃、黃門郎段猶等人又上書道：「定陶共皇太后、共皇后都不應再引用定陶藩國的名稱來加在尊號上，車馬衣服都應符合『皇』的含意，設置二千石以下官員來履行他們的職責，還應該在京師替共皇修建宗庙。」漢哀帝將這封上書批交臣下討論，有關官員皆認為應當按照泠襃、段猶說的那樣做。師丹的議論偏偏說：
|  | 聖明的君王制定禮儀效法天地，因此明確尊卑之禮，人與人之間的關係就會歸正，人們關係端正，乾坤就能得到適當的位置而陰陽也順應規律，人君和萬民都蒙受保佑與幸福，尊卑是用來端正天地位置關係的，不能夠擾亂。現在定陶共皇太后、共皇后以「定陶共」作稱號，符合母親隨兒子、妻子隨丈夫的原則，如果要設置官吏，車馬服與太皇太后相等，就不能用來明確尊卑與天無二主的原則，定陶共皇的谥号先前已經確定了，按道理不能再更改，《礼记》中說：「父親是士人，兒子是天子，祭祀時使用天子的喪禮，受祭人穿士人的衣服。」兒子沒有給父親封爵的道理，這是為了尊重父母啊。當了別人的繼承人就是去做他的兒子，所以要替所繼承的人穿斬衰三年，而把親生父母的守孝期減為一年，這是表明遵奉本祖重視正統啊！成帝聖恩深遠，因此幫共王立了後嗣，奉承祭祀，讓共皇長久地成為一個王國的太祖，萬代也不會毀棄祭祀，恩情道義都已完備。陛下已經繼承了先帝的帝位，主持大宗的事務，承繼宗廟天地社稷的祭祀，按道理不應再主持定陶共皇的祭祀，進入他的祠廟，如今要在京師為共皇修建宗廟，並讓臣下祭祀他，這是沒有主祭人啊！況且五代人之後親情就盡了，神主應當移入太庙，白白地放棄一個王國太祖不會移除的祭祀，卻去接受沒有主祭子孫將來會被移除的不正當禮儀，這不是尊崇優待共皇的做法啊。 |

師丹因此漸漸不稱漢哀帝的心意。

### 幣制改革
時逢有人上書說古代用龜甲、貝殼做貨幣，現在卻用銅錢替換它，百姓因此貧窮，應該改革幣制，漢哀帝就此事徵詢師丹的意見，師丹回答說可以更改，奏疏被下交給有關部門商議，都認為使用銅錢已經很長時間了，很難馬上改變。當時師丹已經年老，忘記自己以前說過的話，後來又同意公卿們的意見。此外師丹曾讓屬吏抄寫奏章，而屬吏卻私自抄了一份草稿，丁、傅二家的子弟聽說後，派人上書控告師丹進奏密封的奏書，而行人都持有那份文書，漢哀帝就此事詢問將軍與中朝大臣的處理意見，他們都回答說：「忠臣不公開諫諍，大臣上奏正式不應洩漏，讓官吏百姓流傳四方，『臣下不謹慎保密，就會招來殺身之禍。』應該將此事交給廷尉審理。」事情批交給廷尉，廷尉彈劾師丹犯下大不敬罪，事情還未裁決，給事中申咸、炔欽上書說：「師丹的經學與品行無人可以相比，自近代以來大臣能像師丹的很少，他抒發憤懣，進呈密封的奏書，來不及深思遠慮，讓主簿書寫，奏章洩漏的過錯不在師丹，因此貶黜他，恐怕不能使眾人心服。」漢哀帝對申咸和炔欽各降俸祿兩級，下策書罷免師丹說：
|  | 三公，是朕的心腹大臣，輔助善行糾正措施，匡正統領百官，使天下和睦同心依靠。朕既然不賢明，把政事委託給您，近來陰陽不調，寒暑失常，變異頻繁發生，山崩地震，河水決溢，泉水漫湧，淹死百姓，人民流離遷徒，無處定居安心，司空的職事尤其荒廢，您在司空的職位上出入朝廷三年，沒有聽到您的忠誠言論與良善計策，卻反而有交結朋黨提拔任用不公正的名聲，此前把討論寬減租賦徭役改革幣制的奏章給您看，您在宮內向朕建議可以改革，沒有提出疑義，把您的主張交給朝廷大臣廣泛徵求意見，您竟然迎合眾人隨聲附和，在朝廷上認為改革不適宜，讓觀察聽聞政事的人把過錯歸到朕身上。朕克制忍耐沒有說出來，替您受過，朕痛恨那些結黨營私之人虛情偽詐敗壞風化，漸漸形成習俗，所以多次下詔書告誡您，希望您反省自己的過失，您非但不接受，回去還在背後非議，等到您上呈密封奏書，流傳到行人之間，散布的全朝廷、市井人盡皆知，執法官員認為您身為大臣不忠，罪刑重大，徒有虛名，以致毀謗之言沸沸揚揚，流傳四方。心腹大臣尚且如此，對疏遠之人又該怎麼辦呢？恐怕違背了『二人同心，其利斷金』吧，您又憑什麼當群臣百姓的表率，使遠方歸附親進呢？朕考慮您地位尊貴責任重大，謀慮事情不周密，心懷詭詐迷亂國家，舉止行動違背命令，言論反覆相互矛盾，很是替您羞愧，這不是用來恭敬地承奉天地，永保國家的思慮，因為您曾受託為朕的老師，不忍心交由廷尉審理，已經詔命有關官員寬赦您不予懲處，您就上繳大司空高樂侯的印綬，罷官歸家吧。 |

尚书令唐林上疏替師丹緩頰道：「臣私下裡見到罷免大司空師丹的策書，言語太過尖銳，君子寫文章，應替賢者隱諱，師丹经学上是當代儒者的宗師，德行為國內的長者，親自教授陛下，位居三公，犯的罪相當輕微，在海內也沒發現他有犯下大錯，事情既然已經過去，免去其爵位的處罰太過嚴重，京師的有識之士皆認為應該恢復他的封地爵位，讓師丹參加朝會，這是四方之人的期待啊！希望陛下評判體察眾人的心意，能夠安撫報答作為師傅的大臣」漢哀帝聽從了唐林的建議，下詔賜予師丹關內侯的爵位，食邑三百戶。

### 晚年復爵
師丹被免職幾個月之後，漢哀帝採用朱博的建議，尊稱祖母傅太后為皇太太后，母親丁后為帝太后，與太皇太后以及皇太后同等尊貴，又替父親共皇在京師修建祠廟，禮儀與元帝廟相同，朱博升任丞相，他和御史大夫趙玄共同上奏說：「前高昌侯董宏率先提出訂立尊號的建議，卻被師丹彈劾，免為平民，那時天下有喪事，天子守孝，政事委託給師丹，師丹不仔細考慮褒揚推廣尊敬父母的原則卻胡說八道，貶低尊號，損害孝道，不忠沒有比這更大的了，陛下聖明仁厚，明確定立尊號，董宏因忠孝再次被封為高昌侯，師丹奸惡逆亂罪行昭著，儘管蒙受寬赦命令，也不應享有爵位封地，請求將其免為平民。」奏議被批准，師丹因此被廢免回歸鄉里數年。
汉平帝即位後，新都侯王莽向太皇太后王政君陳請挖掘傅太后、丁太后的墓塚，收奪她們的璽印，改用平民之禮埋葬她們，定陶國也拆毀並廢棄共皇廟，所有建議此事之人，例如泠襃、段猶等人都被流放至合浦郡，又罷免高昌侯董宏為平民，師丹則被徵召到公車，賜爵關內侯，享有原本的俸祿，幾個月後，太皇太后下詔命令大司徒、大司空道：「嘉獎有德之人，賞賜功臣，這是先聖的制度，歷代帝王不變的原則，已故定陶太后建立超越本分的封號，萬分違背義理，關內侯師丹對國家忠誠正直，意志堅定如同柱石一樣牢固，面對生死存亡的緊急關頭而不動搖屈服，可稱得上是棟樑之臣，有關官員逐條上奏當年建議訂稱尊號的奸邪臣子已經罷免，可是師丹立功的獎賞尚未施加，這恐怕違背了先賞後罰的原則，不是宣揚有德報答其功勞的做法啊！就把厚丘縣中鄉的二千一百戶賜給師丹，封他為義陽侯。」此後過了一個多月，師丹去世，谥号「節」，他的兒子師業繼承其爵位，直到王莽敗亡後才斷絕。

## 評價
- 班固：何武之舉，王嘉之爭，師丹之議，考其禍福，乃效於後。當王莽之作，外內咸服，董贤之愛，疑於親戚，武、嘉區區，以一蕢障江河，用沒其身。丹與董宏更受賞罰，哀哉！故曰「依世則廢道，違俗則免殆」，此古人所以難受爵位者也[1]。

## 延伸閱讀
[在维基数据编辑]
 《漢書/卷086》，出自班固《漢書》

| 前任： 陳               | 西汉少府 前14年          | 繼任： 許商                    |
| 前任： 韓勳             | 西漢光祿勳 前14年—前12年 | 繼任： 平當                    |
| 前任： 趙玄             | 西漢光祿勳 前8年         | 繼任： 許商                    |
| 前任： 王               | 西漢左將軍 前7年         | 空缺上一位持有相同頭銜者：彭宣 |
| 前任： 王莽             | 西漢大司马 前7年—前6年   | 繼任： 傅喜                    |
| 前任： 何武             | 西漢大司空 前7年—前6年   | 繼任： 朱博                    |
| 無 原因：汉哀帝新封爵位 | 西漢高樂侯 前7年—前6年   | 無汉哀帝撤銷爵位               |
| 無 原因：汉平帝新封爵位 | 西漢義陽侯 3年           | 繼任： 子師業                  |